# Válečný záslužný kříž (Lippe)
Válečný záslužný kříž (německy Kriegsverdienstkreuz) bylo lippenské vyznamenání. Založil ho 8. prosince 1914 lippenský kníže Leopold IV. Byl udělován za chrabrost v boji nebo za zásluhy o vlast a armádu. Zanikl pádem monarchie v Lippe v roce 1918.

## Vzhled vyznamenání
Odznakem je bronzový nesmaltovaný tlapatý kříž. Ve středu se nachází lippenská růže, okolo ní se rozprostírá vavřínový věnec. Na horním rameni kříže je korunovaná iniciála zakladatele, na dolním pak letopočet 1914. Na zadní straně je pak na ramenech nápis FÜR AUSZEICHNUNG IM KRIEGE (Za vyznamenání ve válce).
Stuha za válečné zásluhy je zlatožlutá s bílo-červeným lemem, za zásluhy o vlast a armádu bílá s žluto-červeným lemem.